# Bryobia graminum
Bryobia graminum är en spindeldjursart som först beskrevs av Schrank 1781.  Bryobia graminum ingår i släktet Bryobia och familjen Tetranychidae. Inga underarter finns listade.